# 张卫平 (1949年)
张卫平（1949年7月14日—），男，北京人，中国国家篮球队前运动员，教练员，现为篮球评论员、解说员。

## 生平
1966年加入北京篮球队，1973年加入中国国家队。曾获1975年、1977年男篮亚锦赛冠军。1978年获第八届亚运会篮球比赛冠军。
退役后成为中央电视台体育频道篮球评论员、解说员。经常解说NBA。